# Scaphobaeocera palawana
Scaphobaeocera palawana – gatunek chrząszcza z rodziny kusakowatych, podrodziny łodzikowatych i plemienia Scaphisomatini.
Gatunek ten opisany został w 2011 roku przez Ivana Löbla.
Chrząszcz o ciele długości 1,05 mm, barwy bardzo ciemnorudobrązowej z jaśniejszymi przydatkami i końcówką odwłoka. Czułki o członie siódmym mniej niż pięciokrotnie dłuższym od ósmego i znacznie krótszym niż człony czwarty, piąty i szósty razem wzięte. Jedenasty człon czułków jest 3-5 razy dłuższy niż szerszy i 2-2,5 raza dłuższy niż dziesiąty. Mikrorzeźby na przedpleczu i pokrywach brak, a ich punktowanie bardzo drobne. Hypomeron bez podłużnych rowków. Samiec ma edeagus długości 0,38 mm i wyraźnie rozszerzone człony stóp odnóży przednich.
Owad spotykana na pobrzeżach terenów uprawnych i grzybach poratających kłody. Znany tylko z filipińskiej wyspy Palawan.